# 20284 Andreilevin
A 20284 Andreilevin (ideiglenes jelöléssel 1998 FL58) a Naprendszer kisbolygóövében található aszteroida. A LINEAR projekt keretében fedezték fel 1998. március 20-án.